# Eric Hamp
Eric Hamp (nascut el 16 de novembre de 1920) és un lingüista estatunidenc àmpliament respectat com un expert de primera fila en la lingüística indoeuropea, amb interessos particulars en les llengües cèltiques i l'albanès. A diferència de molts indoeuropeistes, que treballen enterament sobre la base de materials escrits, ha conduït un ampli treball de camp sobre llengües indoeuropees menys conegudes i dialectes, com ara l'albanès, l'arbëreshë i l'arvanitika; el bretó, el gal·lès; l'irlandès i el gaèlic escocès.
Els seus interessos de llarg abast també van incloure les llengües ameríndies. Va actuar per molt anys com a editr del revista International Journal of American Linguistics i va fer treball de camp sobre la llengua quileute i les llengües algonquines. També va estudiar els aspectes lingüístics del braille.
El treball de Hamp es caracteritza per les notes, assaigs i revisions, generalment consistents d'unes poques pàgines. Ha escrit més de 3.500 articles i revisions, i gairebé tots els aspectes importants de la lingüística històrica han estat tractats als escrits de Hamp, a vegades més d'un cop.
Té la càtedra Robert Maynard Hutchins Distinguished Service Professor Emeritus a la Universitat de Chicago i malgrat la seva avançada edat, continua escrivint, editat, parlant i viatjant a reunions i congressos seleccionats, i continua sent un editor associat de la revista Anthropological Linguistics.

## Educació
Nascut a Londres el 1920, Ham va anar a la Tome School com un noi jove i va entrar l'Amherst College a l'edat de 16 anys on va rebre el títol de llicenciat el 1942. Va prestar servei a la U.S. Army i després de ser llicenciat el 1947 va continuar els seus estudis, reben un Màster el 1948 i el doctorat el 1954 de la Universitat Harvard. Entre els professors de Hamp a Harvard estaven Joshua Whatmough i Kenneth Jackson.

## Carrera
Hamp va ocupar tota la seva carrera acadèmica a la facultat de la Universitat de Chicago, de la qual va formar part des de 1950 i de la qual es va retirar el 1991. A Chicago, té la càtedra Robert Maynard Hutchins Distinguished Service Professor Emeritus al Departament de Lingüística, on va prestar servei com a cap de departament des de 1966 fins a 1969.
Hamp també va tenir posicions a la Universitat de Chicago als departaments de psicologia i de llengües i literatures eslaves, així com al comitè sobre l'antic mon mediterrani. Va ocupar la posició de director del Centre per als Estudis dels Balcans i Eslaus des de 1965 a 1991.
Va ser professor visitant i associat a diferents institucions al llarg del món, incloent-hi la Universitat de Michigan; la Universitat de Wisconsin; el Dublin Institute for Advanced Studies; la Universitat d'Edinburgh; i la Universitat Luigj Gurakuqi a Shkodër, Albània. El 1960, va tenir la càtedra de filologia comparada Hermann and Klara H. Collitz a l'Institu d'Estiuu de la Societat de Lingüística dels Estats Units d'Amèrica a la Universitat de Texas.
Hamp també va donar moltes leccions, i entre les xerrades invitades que ha donat està la Lecció en honor de Rudolf Thurneysen a la Universitat de Bonn i la lecció James W. Poultney a la Universitat Johns Hopkins.

## Honors seleccionats
La llarga carrera de Hamp li han portat el reconeixement de múltiples disciplines de l'estudi de llengües, incloent-hi sis Festschriften: una en lingüística general, dos en estudis balcànics, una en llengües ameríndies, una lingüística indoeuropea i una estudis cèltics. Aquests treballs inclouen Studies in Balkan Linguistics to Honor Eric P. Hamp on his Sixtieth Birthday, Folia Slavica 4, 2-3, publicat el 1981 i editat per Howard I. Aronson i Bill J. Darden; Celtic Language, Celtic Culture: A Festschrift for Eric P. Hamp, publicat el 1990 i editat per A.T. E. Matonis i Daniel F. Melia; i Scritti in onore di Eric Pratt Hamp per il suo 90. compleanno, editat per Giovanni Belluscio i Antonio Mendicino de la Universitat de Calabria i publicat el 2010 (ISBN 9 788874 581016).
Hamp és membre de moltes acadèmies i societats professionals, incloent-hi la Societat Filosòfica Americana, la Royal Danish Academy of Sciences and Letters i l'Acadèmia Albanesa de Ciències, i compta amb doctorats honorífics d'Amherst College, Universitat de Gal·les, la Universitat de Calabria, la Universitat de Delhi, i la Universitat d'Edinburgh.
En seu 92è aniversari el 2012, Posta Shqiptare, el servei postal nacional d'Albània va honorar Hamp amb un segell de 50 lekë en una sèrie commemorant els albanòlegs estrangers, els lingüistes que van estudiar l'albanès. Ham va ser l'únic albanòleg vivent honorat a la sèrie, els altres dos lingüistes honorats sent Norbert Jokl i Holger Pedersen.

## Obres seleccionades
Ham va escriure uns 1.500 articles científics en el seu camp. A més va coordinar diverses obres i va participar com a editor de diverses revistes acadèmiques.
Com a autor: 
- A Glossary of American Technical Linguistic Usage, 3d rev. ed., 1966, Vaccarizzo Albanese Phonology, 1993;

Amb altres autors:
- Language and Machines, 1966; co-editor Readings in Linguistics I & II, edició abreujada, 1995,
- Languages and Areas: Estudis presentats a George V. Bobrinskoy, 1967
- Themes in Linguistics: The 1970s, 1973

Editor: 
- Foundations of Language 1964-74
- Studies in Language, 1974–79
- General Linguistics, 1966–91
- Papers in Language and Lit., 1965–92
- Journal Linguistics, 1971–81
- Journal Indo-European Studies, 1972—
- Folia Linguistica Historica, 1978–98
- Ann. of Armenian Linguistics, 1978—
- Anthropological Linguistics, 1981—,
- Etudes Celtiques, 1982—
- Journal Historical Linguistics and Philology, 1982–90
- Glossologia (Athens), 1983–99, Jewish Language Rev. (Haifa), 1983
- Medieval Language Rev., 1991—
- Linguistics Abstracts, 1985, 95
- Voprosy Jazykoznanija (Moscú), 1988–92
- Studia Indogermanica, 1990—
- Albanica, 1991–93;

Editor associat: 
- International Journal Am. Linguistics, 1967–92

Editor emèrit:
- Native American Texts Series, 1974—

Editor fundador:
- Atlas Linguarum Europae, 1984—

Cap de secció lingüística comparativa i històrica:
- Celtic and Albanian sections Modern Language Association Ann. Bibliography, 1969–82

Assessor: 
- Encyclopedia Brit., 1969–2000, Membre de comitè assessor, 1985–2000

Membre de comitè assessor i contribuïdor:
- Pergamon-Aberdeen Encyclopedia of Language and Linguistics, 1988–94;
- Slavia Centralis, 2009—;
- Braille Reading and Language Programs and Braille Research Center, Am. Printing House for the Blind, 1977–96,
- International English Braille Linguistics committee, 1994

Editor per a etimologies:
- Random House Unabridged Dictionary (rev. ed.);

Participant a Yeniseic-Tlingit-Athabaskan Familial Proof, Tokyo, Leipzig i Alaska 2004,-06, 08, 10